# Jordania na Letnich Igrzyskach Olimpijskich 2020
Jordanię na Letnich Igrzyskach Olimpijskich 2020 reprezentowało 14 zawodników : 10 mężczyzn i 4 kobiety. Był to 11 start reprezentacji Jordanii na letnich igrzyskach olimpijskich.

## Zdobyte medale[3]
| Medal  | Zawodnik               | Dyscyplina | Konkurencja                   | Rezultat                                               | Data       |
| ------ | ---------------------- | ---------- | ----------------------------- | ------------------------------------------------------ | ---------- |
| Srebro | Saleh Al-Sharabaty     | Taekwondo  | waga do 80 kg mężczyzn        | W finale uległ reprezentantowi ROC Maksimowi Chramcowi | 26 lipca   |
| Brąz   | Abdelrahman Al-Masatfa | Karate     | kumite waga do 67 kg mężczyzn | W półfinale uległ reprezentantowi Turcji Eray Şamdan   | 5 sierpnia |

## Skład kadry

### Boks
| Zawodnik         | Konkurencja              | 1/16             | 1/8              | Ćwierćfinał      | Półfinał         | Finał            | Finał   | Źródło |
| Zawodnik         | Konkurencja              | Przeciwnik Wynik | Przeciwnik Wynik | Przeciwnik Wynik | Przeciwnik Wynik | Przeciwnik Wynik | Miejsce | Źródło |
| ---------------- | ------------------------ | ---------------- | ---------------- | ---------------- | ---------------- | ---------------- | ------- | ------ |
| Mohammad Al-Wadi | waga piórkowa mężczyzn   | Ávila P 0-5      | NQ               | NQ               | NQ               | NQ               | 17.     | [ 4 ]  |
| Obada Al-Kasbeh  | waga lekka mężczyzn      | Asanau P 0-5     | NQ               | NQ               | NQ               | NQ               | 17.     | [ 5 ]  |
| Zeyad Ishaish    | waga półśrednia mężczyzn | Bye              | Clair P 2-3      | NQ               | NQ               | NQ               | 9.      | [ 6 ]  |
| Odai Al-Hindawi  | waga półciężka mężczyzn  | Plantić P 2-3    | NQ               | NQ               | NQ               | NQ               | 17.     | [ 7 ]  |
| Hussein Ishaish  | waga ciężka mężczyzn     | Bye              | Castillo W 4-0   | Teixeira P 1-4   | NQ               | NQ               | 5.      | [ 8 ]  |

### Jeździectwo
Skoki przez przeszkody
| Zawodnik         | Konkurencja   | Koń      | Kwalifikacje | Kwalifikacje | Kwalifikacje | Kwalifikacje | Finał      | Finał       | Finał   | Pozycja | Źródło |
| Zawodnik         | Konkurencja   | Koń      | Kary         | Kary         | Łącznie      | Pozycja      | Kary       | Kary        | Łącznie | Pozycja | Źródło |
| Zawodnik         | Konkurencja   | Koń      | Przeszkody   | Limit czasu  | Łącznie      | Pozycja      | Przeszkody | Limit czasu | Łącznie | Pozycja | Źródło |
| ---------------- | ------------- | -------- | ------------ | ------------ | ------------ | ------------ | ---------- | ----------- | ------- | ------- | ------ |
| Ibrahim Bisharat | indywidualnie | Blushing | RT           | RT           | RT           | RT           | NQ         | NQ          | NQ      | NQ      | [ 9 ]  |

### Judo
| Zawodnik          | Konkurencja | 1/16                | 1/8                 | Ćwierćfinał         | Półfinał            | Repasaże            | Finał / 3.miejsce   | Finał / 3.miejsce | Źródła |
| Zawodnik          | Konkurencja | Przeciwniczka Wynik | Przeciwniczka Wynik | Przeciwniczka Wynik | Przeciwniczka Wynik | Przeciwniczka Wynik | Przeciwniczka Wynik | Pozycja           | Źródła |
| ----------------- | ----------- | ------------------- | ------------------- | ------------------- | ------------------- | ------------------- | ------------------- | ----------------- | ------ |
| Younis Eyal Slman | -73 kg (m)  | Çiloğlu P 00-10     | NQ                  | NQ                  | NQ                  | NQ                  | NQ                  | 17.               | [ 10 ] |

### Karate
| Zawodnik               | Konkurencja       | Faza grupowa     | Faza grupowa     | Faza grupowa     | Faza grupowa     | Faza grupowa | Półfinały        | Finał            | Finał   | Źródło                             |
| Zawodnik               | Konkurencja       | Przeciwnik Wynik | Przeciwnik Wynik | Przeciwnik Wynik | Przeciwnik Wynik | Pozycja      | Przeciwnik Wynik | Przeciwnik Wynik | Pozycja | Źródło                             |
| ---------------------- | ----------------- | ---------------- | ---------------- | ---------------- | ---------------- | ------------ | ---------------- | ---------------- | ------- | ---------------------------------- |
| Abdelrahman Al-Masatfa | do 67 kg mężczyzn | Kalniņš 8:3      | Da Costa 7:4     | Derafshipour 3:0 | Madera 4:1       | 1.           | Şamdan 0:2       | NQ               | brąz    | [ 11 ] [ 12 ] [ 13 ] [ 14 ] [ 15 ] |

### Lekkoatletyka
| Zawodnik      | Konkurencja | Eliminacje | Eliminacje | Półfinał | Półfinał | Finał | Finał   | Źródło |
| Zawodnik      | Konkurencja | Wynik      | Miejsce    | Wynik    | Miejsce  | Wynik | Miejsce | Źródło |
| ------------- | ----------- | ---------- | ---------- | -------- | -------- | ----- | ------- | ------ |
| Aliya Boshnak | 400 m (k)   | DSQ        | DSQ        | DSQ      | DSQ      | DSQ   | DSQ     | [ 16 ] |

### Pływanie
| Zawodnik      | Konkurencja          | Eliminacje | Eliminacje | Półfinał | Półfinał | Finał | Finał   | Źródło |
| Zawodnik      | Konkurencja          | Czas       | Miejsce    | Czas     | Miejsce  | Czas  | Miejsce | Źródło |
| ------------- | -------------------- | ---------- | ---------- | -------- | -------- | ----- | ------- | ------ |
| Amro Al-Wir   | 100 m klasycznym (m) | 1:02,17    | 41.        | NQ       | NQ       | NQ    | NQ      | [ 17 ] |
| Amro Al-Wir   | 200 m klasycznym (m) | 2:12,61    | 26.        | NQ       | NQ       | NQ    | NQ      | [ 18 ] |
| Talita Baqlah | 50 m dowolnym (k)    | 26,49      | 45.        | NQ       | NQ       | NQ    | NQ      | [ 19 ] |

### Strzelectwo
| Zawodnik       | Konkurencja               | Kwalifikacje | Kwalifikacje | Finał | Finał   | Źródło |
| Zawodnik       | Konkurencja               | Wynik        | Pozycja      | Wynik | Pozycja | Źródło |
| -------------- | ------------------------- | ------------ | ------------ | ----- | ------- | ------ |
| Asma Abu Rabee | pistolet pneumatyczny (k) | 559-8x       | 44.          | NQ    | NQ      | [ 20 ] |

### Taekwondo
| Zawodnik           | Konkurencja     | 1/8              | Ćwierćfinał      | Półfinał           | Repesaż          | Finał/3.miejsce  | Finał/3.miejsce | Źródło |
| Zawodnik           | Konkurencja     | Przeciwnik Wynik | Przeciwnik Wynik | Przeciwnik Wynik   | Przeciwnik Wynik | Przeciwnik Wynik | Pozycja         | Źródło |
| ------------------ | --------------- | ---------------- | ---------------- | ------------------ | ---------------- | ---------------- | --------------- | ------ |
| Saleh Al-Sharabaty | -80 kg mężczyzn | Ordemann W 5-4   | Mahboubi W17-15  | Rafalovich W 13-11 | N/A              | Chramcow P 9-20  | srebro          | [ 21 ] |
| Julyana Al-Sadeq   | -67 kg kobiet   | Titoneli P 9-9   | NQ               | NQ                 | NQ               | NQ               | 11.             | [ 22 ] |